# Nanase Hoshii
Nanase Hoshii (星井七瀬 Hoshii Nanase?), seudónimo de Yūma Hoshino (星野由真 Hoshino Yūma?) , nacida el 14 de noviembre de 1988 en la Prefectura de Tochigi. Es una actriz, cantante y talento japonesa. Actualmente se encuentra inactiva.

## Filmografía

### Dramas
- 2009: Mei-chan no Shitsuji (Fuji TV)
- 2008: Taiyo to Umi no Kyoshitsu (Fuji TV, episodio número 4)
- 2008: ROOKIES (TBS, episodio número 6)
- 2007: Oishii Gohan: Kamakura Kasugai Kometen (TV Asahi)
- 2007: Life (Fuji TV)
- 2007: Proposal Daisakusen (Fuji TV, episodio número 4)
- 2006: Kakure Karakuri
- 2004: Nouka no Yome ni Naritai (NHK)
- 2004: I'm Home (NHK)
- 2005: Star Light (TV Tokyo)
- 2005: Hakoiri Musume no Christmas (BS-i)

### Películas
- 2006: Mizuchi
- 2006: Sim Sons
- 2005: Fly, Daddy, Fly